# Solidium
Ne doit pas être confondu avec Solidum.
Solidium Oy est un fonds de placement possédé par l'État finlandais.
Le montant investi s'élève à 7,5 milliards d'euros au 24 janvier 2019.

## Présentation
Solidium Oy est créée  in 1991, son but initial était de gérer les actifs de la banque SKOP Bank (Säästöpankkien Keskus-Osake-Pankki), qui est déclarée en faillite au début des années 1990. 
En 2008, le rôle de Solidium change, elle prend en charge les participations minoritaires du gouvernement finlandais qui avant 2008 portait ces actions en direct. 
Le transfert de ces actions a été oéalisé par le Ministère du Commerce et de l'Industrie dirigé par Jyri Häkämies.

## Portefeuille
Les actions de Solidiumin au 24 janvier 2019 :
| Entreprise                         | Nombre d'actions         | Actionnariat % | Valeur millions € |
| ---------------------------------- | ------------------------ | -------------- | ----------------- |
| Elisa Oyj                          | 16 802 800               | 10,0           | 662               |
| Kemira Oyj                         | 25 896 087               | 16,7           | 268               |
| Konecranes Oyj                     | 5 832 256                | 7,4            | 172               |
| Metso Oyj                          | 22 374 869               | 14,9           | 577               |
| Nokia Oyj                          | 206 000                  | 3,7            | 1119              |
| Outokumpu Oyj                      | 95 044 385               | 22,8           | 372               |
| Outotec Oyj                        | 27 265 232               | 14,9           | 99                |
| Sampo Oyj                          | 56 057 360               | 10,1           | 2 301             |
| SSAB AB - A-osake - B-osake        | - 26 448 015 112 736 423 | 13,5 8,7 15,5  | - 84 295          |
| Stora Enso Oyj - A-osake - R-osake | − 62 655 036 21 792 540  | 10,7 35,5 3,6  | − 799 258         |
| Tieto Oyj                          | 7 415 418                | 10,0           | 185               |
| Valmet Oyj                         | 16 695 287               | 11,1           | 327               |
|                                    |                          | total          | 7 517             |